# Ага (селище)
Ага́ (рос. Ага) — селище у складі Могойтуйського району Забайкальського краю, Росія. Адміністративний центр Хілинського сільського поселення.

## Географія
Селище розташоване біля залізниці Каримська-Забайкальськ, за 23 км на південний схід від селища Могойтуй. Розташоване в долині річки Хіла, притоці Аги (басейн Онону).

## Етимологія
Назва Ага (за назвою річки, яка тут протікає) перекладається з бурятського, як «степ», «степова».

## Історія
Виникнення станції пов'язане з рішенням уряду Російської імперії від 1891 року про будівництво Транссибірської магістралі, яка мала з'єднати центр Росії з Владивостоком по китайській території. Вже 1894 року на місці майбутньої станції з'явилися перші будівельники, які прорубували скелі та будували залізничну колію. Однією з умов для вибору місця розташування станції стало зручно розташоване місце, а головне тут був великий запас джерельної води, яка майже не містила заліза. До 1900 року станція Ага побудована, а селище при станції було засноване 1904 року та заселене селянами з Чироцької волості під час російсько-японської війни.
В 1920-ті роки в селищі відкрили початкову школу. З 1933 року до кінця 1950-их років на території станції розташовувався Агінський артилерійський полігон. Після Другої Світової війни на станції Ага була створена машинно-тракторна станція, яка проіснувала до 1958 року, коли вона була переформована в Могойтуйський радгосп.
До 2002 року селище називалось Хіла.

## Населення
Населення — 1361 особа (2010; 1525 у 2002).
Національний склад (станом на 2002 рік):
- росіяни — 73 %